# De Havilland Gipsy Twelve
Il de Havilland Gipsy Twelve, conosciuto anche come de Havilland Gipsy King negli ambienti della Royal Air Force, era un motore aeronautico a 12 cilindri a V invertita raffreddato ad aria prodotto dalla britannica de Havilland Engine Company verso la fine degli anni trenta.
Il Gipsy Twelve era una versione  "ibrida" ottenuta tramite l'utilizzo di componenti meccaniche derivate dal Gipsy Mayor su due file di sei cilindri, simile al Gipsy Six, collegate ad un unico albero a gomiti collocato in un comune basamento.
Questo motore non riscosse un particolare successo di vendite venendo installato su soli due modelli raggiungendo la produzione di circa 95 unità.

## Velivoli utilizzatori
Regno Unito
- de Havilland DH.91 Albatross
- de Havilland DH.93 Don